# Edmond Lux
Edmond Lux (* 18. Juni 1916 in Erpeldingen bei Ettelbrück; † 21. September 2004 in Ettelbrück) war ein luxemburgischer Zeichenlehrer, Maler, Bildhauer und Grafiker.

## Biografie
Edmond Lux wurde in Erpeldangen als ältester Sohn des Tischlermeisters Pierre Lux geboren und lebte und arbeitete bis zu seinem Tod in seiner Heimatstadt.
Nach seinem Abschluss am Klassischen Lyzeum von Diekirch 1935 studierte er Kunst an der Technischen Hochschule München, an der Königlichen Akademie der schönen Künste Antwerpen und danach an der École nationale supérieure des arts décoratifs und an der École Estienne in Paris.
Seinen ersten Arbeitsplatz fand Edmond Lux 1939 an der Staatlichen Industrieschule. Nachdem er im Februar 1941 die Berufsprüfung bestanden hatte, arbeitete er am Kolléisch in der Stadt Luxemburg. Da er nicht nazifreundlich eingestellt war, wurde er nach Aachen an das Kaiser-Karls-Gymnasium „strafversetzt“. Seine offizielle Ernennung zum Professor für Kunst am Kolléisch erfolgte erst 1945, sie ist jedoch rückwirkend auf März 1943 datiert. Kurz danach kam er an das Lyzeum von Diekirch, wo er bis zu seiner Pensionierung 1981 Éducation artistique et esthétique unterrichtete.
Edmond Lux war mit Charlotte Gruber aus Ettelbrück verheiratet. Das Paar hatte 2 Kinder.

## Werke (Auswahl)
- 1964: Monument aux Morts, Friedhof Erpeldingen an der Sauer.
- 1972: Klöppelkrieg-Monument, Liebfrauenfriedhof Luxemburg.
- 1974: Tak mam Schetzel, Schetzelgrotte, Grünewald.
- 1985: Marienfigur aus Bronze, von Angela O’Connell Reiff gestiftet, Erpeldingen.
- 1986: Morgue, Friedhof Erpeldingen.
- 1991: Das „Blot Kräiz“ mit dem Sonnengesang von Hl. Franz vun Assisi.
- 1995: Denkmal im Park des Erpeldinger Glasschlosses, zu Ehren der Grande-Duchesse Charlotte.
- 1997: Bronze- und Stein-Monument zu Ehren des Pfarrers Alphonse Lutgen.